# Clint Hester
Clint Hester (Atlanta, Georgia; 21 de noviembre de 1986) es un ex-boxeador profesional estadounidense y ex-artista marcial mixto que peleó por última vez en 2016. Compite de manera profesional desde 2008, llegó a pelear en UFC y participó en The Ultimate Fighter: Team Jones vs. Team Sonnen.

## Biografía
Cuando Hester crecía, se metía en muchas peleas, pero no era un instigador, sino que peleaba para defender a sus amigos. Para Hester, eso le divertía. Como Hester jugaba al fútbol americano, tenía planeado jugar fútbol universitario, solo que como no le ofrecieron una beca, tomó otros caminos.

## Carrera de boxeo profesional
Después de acabar la escuela secundaria, Hester pensó en unirse al ejército, pero decidió empezar a entrenar el boxeo. Fue entrenado por Willie D'Antignac, y consiguió un récord amateur de 13-3.
Hester se convirtió en profesional en 2007. Perdió su primera pelea por un KO en el primer asalto. Peleó otras 6 veces antes de 2013, cuando su gimnasio de boxeo cerró por completo. Cuandó pasó a entrenar en X3 Sports MMA, decidió hacer el cambio a las artes marciales mixtas.

## Carrera de artes marciales mixtas

### Carrera temprana
Hester empezó su carrera profesional en AMM con un récord de 2-0 antes de ser invitado a participar en un Grand Prix local. Ganó la pelea por KO en el primer asalto. Sin embargo, perdió la siguiente fase del torneo contra el futuro campeón de Bellator MMA de peso wélter Douglas Lima por decisión unánime.

### The Ultimate Fighter
En enero de 2013, se anunció que Hester fue seleccionado para participar en The Ultimate Fighter: Team Jones vs. Team Sonnen. Derrotó a Fraser Opie para ganar su plaza. Fue la primera elección de Jon Jones y la segunda elección en general.
Hester tuvo su pelea preliminar contra Jimmy Quinlan del Team Sonnen. Perdió en el segundo asalto por sumisión.

### Ultimate Fighting Championship
A pesar de perder en las preliminares, a Hester se le dio una pelea en la final de The Ultimate Fighter 17 Finale contra Bristol Marunde. Ganó en el tercer asalto por un KO con un codazo.
Se esperaba una pelea entre Hester y el campeón de The Ultimate Fighter: Brazil 1 Cezar Ferreira el 3 de agosto de 2013 en UFC 163.Sin embargo, el 18 de julio se anunció que no se realizaría la pelea por una lesión de Hester.
Para su segunda pelea en UFC, Hester peleó contra Dylan Andrews el 7 de diciembre de 2013, en UFC Fight Night: Hunt vs. Bigfoot. Hester ganó en el segundo asalto después de que Andrews se dislocara el hombro.
El 1 de febrero de 2014, Hester tuvo una pelea con Andy Enz en UFC 169. Ganó por decisión unánime.
Hester peleó contra Antônio Braga Neto el 28 de junio de 2014 en UFC Fight Night: Swanson vs. Stephens. Ganó por decisión dividida.
Después, peleó contra Robert Whittaker el 8 de noviembre de 2014 en UFC Fight Night: Rockhold vs. Bisping. Perdió la pelea por TKO en el segundo asalto, lo que supuso su primera derrota en la UFC. A pesar de ello, ganó el bono de Pelea de la Noche.
Se esperaba una pelea entre Hester y Luke Barnatt el 4 de abril de 2015 en UFC Fight Night: Mendes vs. Lamas. Sin embargo, Hester se retiró de la pelea por un dedo del pie roto.
Hester peleó contra Vitor Miranda el 1 de agosto de 2015 en UFC 190. Perdió la pelea por TKO en el segundo asalto por puñetazos y codazos.
Su última pelea en UFC fue contra Marcos Rogério de Lima el 23 de abril de 2016 en UFC 197. Hester perdió por sumisión en el primer asalto.

## Campeonatos y logros

### Artes marciales mixtas
- Ultimate Fighting Championship
  - Pelea de la Noche (Una vez) vs. Robert Whittaker

## Récord en artes marciales mixtas
| Récord profesional | Récord profesional | Récord profesional |
| 17 peleas          | 11 victorias       | 6 derrotas         |
| ------------------ | ------------------ | ------------------ |
| Nocaut             | 7                  | 2                  |
| Sumisión           | 1                  | 3                  |
| Decisión           | 3                  | 1                  |

| Resultado | Récord | Oponente               | Método                        | Evento                                                  | Fecha                    | Ronda | Tiempo | Localización       | Notas                                                 |
| --------- | ------ | ---------------------- | ----------------------------- | ------------------------------------------------------- | ------------------------ | ----- | ------ | ------------------ | ----------------------------------------------------- |
| Derrota   | 11–6   | Marcos Rogério de Lima | Sumisión (arm-triangle choke) | UFC 197                                                 | 23 de abril de 2016      | 1     | 4:35   | Las Vegas, Nevada  | Regreso a peso semipesado.                            |
| Derrota   | 11–5   | Vitor Miranda          | TKO (golpes y codazos)        | UFC 190                                                 | 1 de agosto de 2015      | 2     | 2:38   | Rio de Janeiro     |                                                       |
| Derrota   | 11–4   | Robert Whittaker       | TKO (rodillazos y golpes)     | UFC Fight Night: Rockhold vs. Bisping                   | 8 de noviembre de 2014   | 2     | 2:43   | Sídney             | Pelea de la Noche.                                    |
| Victoria  | 11–3   | Antônio Braga Neto     | Decisión (dividida)           | UFC Fight Night: Swanson vs. Stephens                   | 28 de junio de 2014      | 3     | 5:00   | San Antonio, Texas |                                                       |
| Victoria  | 10–3   | Andy Enz               | Decisión (unánime)            | UFC 169                                                 | 1 de febrero de 2014     | 3     | 5:00   | Newark, New Jersey |                                                       |
| Victoria  | 9–3    | Dylan Andrews          | TKO (parada médica)           | UFC Fight Night: Hunt vs. Bigfoot                       | 7 de diciembre de 2013   | 2     | 5:00   | Brisbane           |                                                       |
| Victoria  | 8-3    | Bristol Marunde        | KO (codazo)                   | The Ultimate Fighter: Team Jones vs. Team Sonnen Finale | 13 de abril de 2013      | 3     | 3:53   | Las Vegas, Nevada  | Regreso a peso mediano.                               |
| Victoria  | 7-3    | Patrick Miller         | TKO (golpes)                  | Wild Bill's Fight Night 47                              | 23 de junio de 2012      | 1     | 3:41   | Duluth, Georgia    |                                                       |
| Victoria  | 6-3    | Rashaun Spencer        | TKO (golpes)                  | Tabernacle Fight Party                                  | 3 de marzo de 2012       | 2     | 1:27   | Atlanta, Georgia   |                                                       |
| Victoria  | 5-3    | Tomar Washington       | Decisión (unánime)            | King of the Ring 3                                      | 14 de mayo de 2011       | 3     | 5:00   | Atlanta, Georgia   |                                                       |
| Derrota   | 4-3    | Cale Yarbrough         | Sumisión (north-south choke)  | Wild Bill's Fight Night 31                              | 29 de octubre de 2010    | 3     | 1:18   | Duluth, Georgia    | Debut en peso semipesado.                             |
| Victoria  | 4-2    | Tony Souza             | Sumisión (golpes)             | Wild Bill's Fight Night 30                              | 11 de septiembre de 2011 | 2     | 2:41   | Duluth, Georgia    |                                                       |
| Derrota   | 3-2    | Roger Carroll          | Sumisión (Armbar)             | Bangkok Fight Night 5                                   | 27 de febrero de 2010    | 1     | 2:19   | Atlanta, Georgia   |                                                       |
| Derrota   | 3–1    | Douglas Lima           | Decisión (unánime)            | Sin City Fight Club - Redline GP 2                      | 13 de noviembre de 2009  | 3     | 5:00   | Atlanta, Georgia   | Semifinales del 2010 REDLINE Middleweight Grand Prix. |
| Victoria  | 3–0    | Aaron Johnson          | KO (golpes)                   | Sin City Fight Club - Redline GP 1                      | 10 de octubre de 2009    | 1     | 0:42   | Atlanta, Georgia   | Cuartos de final del 2010 REDLINE Grand Prix.         |
| Victoria  | 2–0    | Dymond Jones           | TKO (golpes)                  | Soco de Boss                                            | 30 de mayo de 2009       | 2     | 4:27   | Atlanta, Georgia   |                                                       |
| Victoria  | 1–0    | Aaron Johnson          | TKO (parada médica)           | Wild Bill's Fight Night 17                              | 8 de noviembre de 2008   | 1     | 1:18   | Atlanta, Georgia   |                                                       |

## Récord profesional en boxeo
| 7 peleas | 3 victorias | 3 derrotas |
| -------- | ----------- | ---------- |
| Nocaut   | 2           | 2          |
| Decisión | 1           | 1          |
| Empate   | 1           | 1          |

| No. | Resultado | Récord | Oponente          | Método | Ronda  | Tiempo | Fecha                    | Localización                                  | Notas |
| --- | --------- | ------ | ----------------- | ------ | ------ | ------ | ------------------------ | --------------------------------------------- | ----- |
| 7   | Victoria  | 3-3-1  | Gary Lavender     | TKO    | 4 (4), | 2:35   | 8 de junio de 2012       | Grand Ballroom, Atlanta, Georgia              |       |
| 6   | Victoria  | 2-3-1  | Tobias Rice       | DU     | 4 (4), | 3:00   | 2 de diciembre de 2011   | World Congress Center, Atlanta, Georgia       |       |
| 5   | Derrota   | 1-3-1  | Alexis Santos     | DD     | 4 (4), | 3:00   | 26 de febrero de 2011    | Club Europe, Atlanta, Georgia                 |       |
| 4   | Empate    | 1-2-1  | Jabir Abdul Basit | Empate | 4 (4), | 3:00   | 3 de julio de 2009       | Atlanta, Georgia                              |       |
| 3   | Derrota   | 1-2-1  | Evan Nedd         | TKO    | 3 (4), | 1:52   | 30 de enero de 2009      | UVI Sports & Fitness Center, Charlotte Amalie |       |
| 2   | Victoria  | 1-1-0  | Jeremy Thomas     | KO     | 2 (4), | 0:26   | 9 de mayo de 2008        | Center Stage, Atlanta, Georgia                |       |
| 1   | Derrota   | 0-1-0  | Francisco Alvarez | KO     | 1 (4), | 2:26   | 14 de septiembre de 2007 | Kissimmee Civic Center, Kissimmee, Florida    |       |